# Museo Marítimo de Nueva Zelanda
El Museo Marítimo Hui Te Ananui A Tangaroa es un museo marítimo ubicado en Auckland, Nueva Zelanda. Está localizado en Hobson Wharf, adyacente al Viaducto Basin en la zona central de Auckland. Alberga exposiciones acerca de la historia marítima de Nueva Zelanda, desde los primeros exploradores polinesios y colonos hasta los triunfos actuales en la Copa América. Su nombre en Maorí es "Te Huiteanaui-Un-Tangaroa" que significa: "poseedor de los tesoros de Tangaloa (el Dios de Mar)".
El director fundador del museo es T. L. Rodney Wilson, quién de 1989 realizó campañas de recaudación de fondos para establecer el museo, el cual fue inaugurado en 1993, el año en el que Auckland fue sede de la Copa América.

## Colección
El museo cuenta con varias colecciones y exhibiciones permanentes:

### Exposiciones principales
- Barcos y navegaciones polinesias y maorí
- Viajes y descubrimientos europeos
- Poblamiento e inmigración
- Comercio costero temprano
- Caza de ballenas y focas
- Navíos comerciales modernos
- Servicios de botes salvavidas, pilotaje y guardacostas
- Navegación y agrimensura marina
- Artes y artesanías marítimas
- Recreación y actividades marítimas deportivas
- Comercio marítimo
- Historia del puerto

### Documentación
- Índice Marítimo de Nueva Zelanda - documentos sobre temas marítimos
- Registro Marítimo de Nueva Zelanda - fotos y artículos sobre barcos neozelandeses
- Northern Steamship Company - sitio web sobre la compañía histórica
- Biblioteca Marítima Bill Laxon - fotos, gráficos y otros documentos
- Faros en Nueva Zelanda - documentación sobre temas relacionados con los faros
- Novedades marítimas de Nueva Zelanda: logros de Nueva Zelanda en las áreas marítimas
- Documentación de genealogía - listas y documentos sobre embarcaciones de inmigrantes.

### Colecciones de Arte
- Colección de Edmiston
- Colección de Fraser

## Barcos
Además de varios barcos reconstruidos o preservados en el edificio, el museo también posee barcos que son normalmente atracados al exterior del museo:
- Breeze, réplica de un bergantín utilizado en el comercio costero de NZ.
- Puke, barco de licitación de finales del siglo XIX para el comercio de tala costera y fluvial
- Rapaki, Buque grúa de 1926, construido en Escocia para la junta del puerto de Lyttelton. Removido y desmantelado en diciembre de 2018 permanentemente.[4]
- Ted Ashby, réplica de un queche equipado con una chalana de finales del siglo XIV del norte de Nueva Zelanda. Ted Ashby realiza navegaciones públicas todos los días exceptuando los lunes.
- Aotearoa One, lanzado en 2013, descrito en el sitio web del museo como "Una toma moderna de un tradicional waka"[5]

En ocasiones el personal de la Armada Real Neozelandesa apoya al museo para ayudar con mantenimiento de los barcos y los objetos de exposición.

## Extensión
Una extensión del extremo norte del museo fue construida a finales de los 2000s para albergar una exposición permanente: Blue Water, Black Magic (el original NZL 32), de Sir Peter Blake. Esta remodelación costo alrededor de 8 millones de NZD